# Silvà Dupuy
Silvà Dupuy, nascut el 22 de juny de 1982 a Albi (Tarn), és un jugador de rugbi a 15 francès que juga a la posició de mig de melé per l'equip del SABUT Agen. Té una alçada d'1,75 m per un pes de 80 kg.

## Carrera
- Abans de 2002: UA Gaillac
- 2002-2005 : Stade Toulousain (Top 14) : 19 enfrontes del qual 1 partit en H-Cup
- 2005-2007 : USAP (Top 14) : 36 partits dels quals 6 partits en H-Cup
- Des de 2007 : SABUT Agen (Pro D2)

## Palmarès
- Campió de França Reichel el 2002 (UA Gaillac)
- Campió d'Europa el 2003 (Stade Toulousain)
- Campió de França Esperances el 2003 (Stade Toulousain)
- Finalista Copa d'Europa el 2004 (Stade Toulousain)

## Relacions externes
- Estadístiques a itsrugby.fr